# Représentation de la paix dans l'art

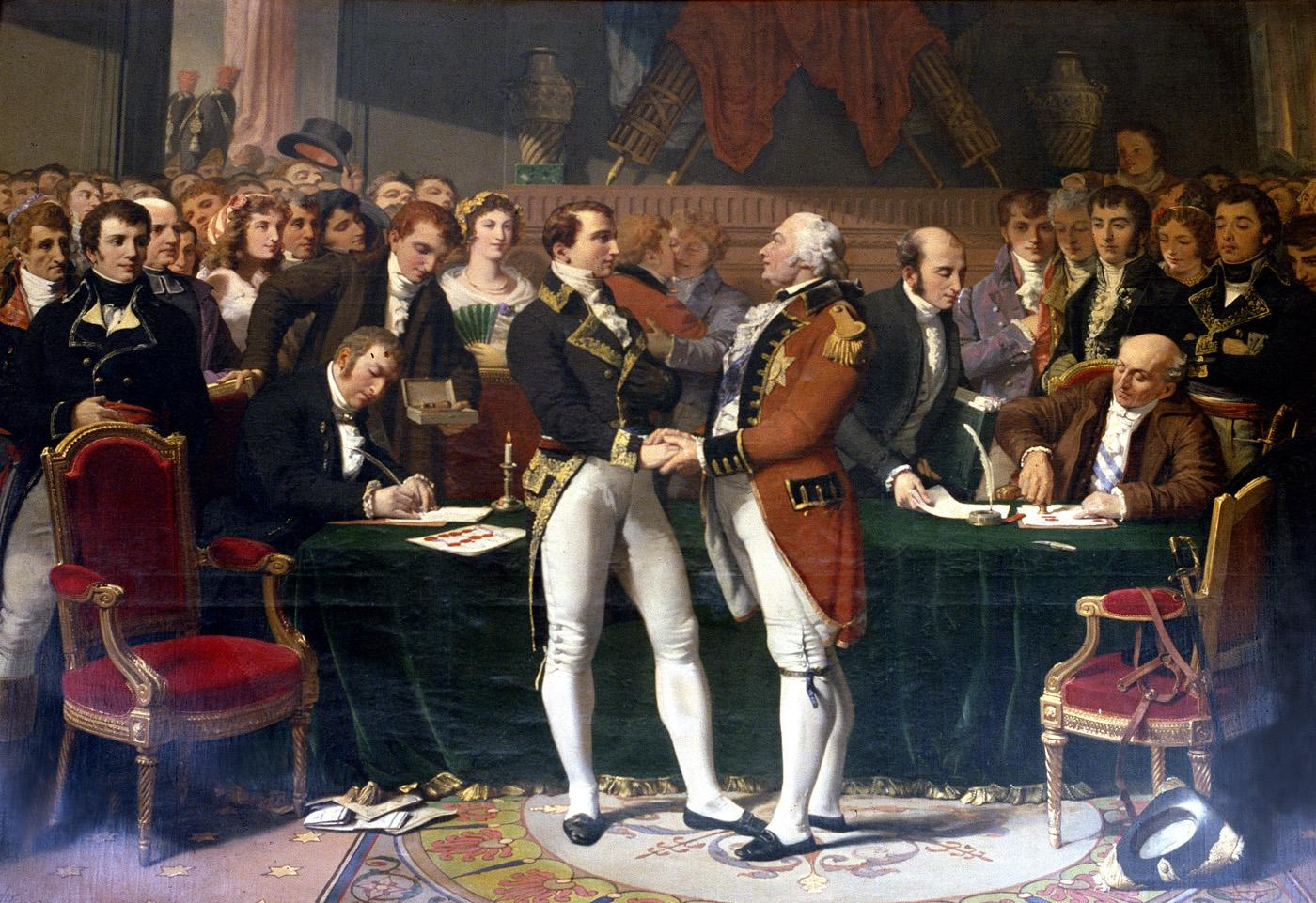
La Paix d'Amiens, de Jules-Claude Ziegler (1853).
Poussée par l'opinion publique et la volonté de restaurer des relations commerciales prospères, le Royaume-Uni et la France signent le 25 mars 1802 un traité de paix qui met un point final à la Deuxième Coalition contre la France. C'est le point de départ de la « paix d'Amiens », une période de paix entre les deux pays.

La paix et les traités de paix sont souvent traités dans l'histoire de l'art.
L'engagement des artistes pour la paix et contre la guerre a également été important à certaines périodes de l'histoire.

## En peinture et en arts graphiques
Beaucoup de peintres comme Picasso ou Otto Dix on lutté contre la guerre. En effet, Picasso dessine plusieurs tableaux sur le thème de la paix comme Visage de la paix ou La colombe de la paix. De plus, Otto Dix va peindre des scènes de guerre très réalistes puisqu'il a participé à la Première Guerre mondiale.
En 2015, l'UNESCO organise une exposition Art pour la paix, que l'institution accompagne d'une plateforme « de rencontre internationale de sensibilisation, de réflexion et d’échange, entre artistes africains, professionnels de l’art et le grand public »,.

## En architecture et en sculpture
Lors de son accession au pouvoir à Rome à la fin du Ier siècle av. J.-C., Auguste construit un autel de la paix pour marquer le retour de la paix dans les territoires romains.
Un Mur pour la Paix a été érigé au Champ-de-Mars de 2000 à 2020.